# 志方文典
志方 文典（しかた ふみのり、1991年7月14日 - ）は、日本の元陸上競技選手。専門は長距離走。加西市立泉中学校、西脇工業高校、早稲田大学卒。旭化成陸上部に所属した。

## 人物･略歴
- 中学時代には3年時に都道府県対抗男子駅伝に兵庫県代表として出場し、2区で区間賞を獲得。兵庫県の8年ぶり優勝に貢献し、ジュニアB最優秀選手賞を受賞した[1]。
- 高校は兵庫県の駅伝の名門である西脇工業高校に進学。2学年先輩には、この後大学・実業団でもチームメイトとなる八木勇樹がいた。3年時には日本ジュニア男子5000mで優勝。全国高校駅伝では、3区日本人過去最高タイムを記録する区間3位の好走で準優勝に貢献する[2]などトラック種目・駅伝で幅広く活躍した。なお、高校3年時に志方が全国高校駅伝で打ち立てた3区-23分34秒という記録は2016年に中谷雄飛(佐久長聖)が23分28秒を記録するまで7年間日本人最高記録として保持された[3]。
- 2010年4月早稲田大学に入学。同期の大迫傑とともにホープとして期待され、2010年7月に開催された世界ジュニア10000mには大迫とともに出場。大迫が8位、志方が9位という成績を収めた。同年10月の出雲駅伝で大学駅伝デビュー。5区を担当し、トップでタスキを受けると順位を守って中継し、早稲田大学14年ぶりの出雲路制覇に貢献[4]。続く全日本大学駅伝でも駅伝メンバーに名を連ね、5区を担当。4区で区間賞の走りを見せ順位を押し上げた佐々木寛文から先頭でタスキを受けると、同区間の区間記録を16年ぶりに更新する力走で、同学年のライバル設楽悠太(東洋大学)らを突き放し区間賞を獲得。早稲田大学は15年ぶりに駅伝日本一に輝いた[5]。大学駅伝三冠がかかる第87回箱根駅伝でも活躍が期待されたが、疲労骨折の影響で欠場。志方に加え、主力選手の1人である佐々木寛文も故障で欠いた早稲田大学であったが、大迫傑や八木勇樹の活躍もあり、見事18年ぶりの箱根駅伝優勝を果たし、史上3校目の大学駅伝三冠を成し遂げた[6][7]。大学2年時には1年時とは逆に出雲駅伝・全日本大学駅伝を欠場し、第88回箱根駅伝にのみ出走。8区を担当し区間2位と好走した。3年時も駅伝は第89回箱根駅伝のみに出走し、7区で区間11位[8]。4年時には故障が続き駅伝出走はなかった。
- 大学卒業後には旭化成に就職し実業団選手として活動したが、わずか2年で退部した。
- 現在は妻の家業を継いでいる一方で、市民ランナーとして大会に出場をしている。2024年3月3日に開催された東京マラソン2024でも2時間22分59秒で完走した。

## 自己ベスト
- 5000m 公認:14分04秒77
- 10000m 公認：28分38秒46
- ハーフマラソン 公認：1時間03分20秒